# Віртуальний університет
Термін «віртуа́льний університе́т» використовується для позначення будь-якої організації, яка надає програми вищої освіти з допомогою електронних пристроїв, таких як комп'ютер або телевізор.

## Ідея
Деякі університети реальні інститути, які забезпечують інтерактивне навчання в рамках своєї розширеної університетських курсів, а інші пропонують курси тільки он-лайн.
Деякі з цих організацій існують тільки як слабозв'язаних об'єднує університети, інститути або відділи, які в сукупності забезпечують цілий ряд курсів через Інтернет, телебачення та інших засобів масової інформації, які є самостійними і окремими від програм, пропонованих одну установу за межами комбінату. Інші організації з фактичної правової бази, але імені віртуальної, тому що вони з'являються тільки в інтернеті, без фізичного розташування осторонь від адміністрації одиниць. Тим не менш інші віртуальні університети можуть бути організовані на основі конкретних фізичних або кілька місць, деякі з них фактичним кампусів отримувати програм на основі технологічних засобів масової інформації, що транслюється з іншого місця, де реальні професора дають телевізійних лекцій.

## Мета
Мета віртуальних університетів є надання доступу до тієї частини населення, які не зможуть взяти участь фізичні кампуса, з таких причин, як: (1) відстань — де студенти живуть занадто далеко від фізичних кампуса відвідувати звичайні класи; (2) необхідно проявляти гнучкість — студенти потрібна гнучкість у навчанні на дому в будь-який зручний для них зробити.
Програма поставки у віртуальний університет знаходиться у веденні інформаційно-комунікаційних технологій, таких як вебсторінок, електронної пошти та інших джерел мережі. Коли термін «віртуальний» був вперше введений в обчислювальному відношенні, вона застосовується до речей, які були змодельовані на комп'ютері, як віртуальна пам'ять. З плином часу, прикметник застосовується до речей, які дійсно існують та створюються або вели за допомогою комп'ютерів.
Студенти, так званий «віртуальний» курси роблять «реальної» роботи, щоб отримати їх ступенів і педагогів підготовки і навчання цих курсів проводять багато «реального» часу в цьому напрямку. Тобто, студенти відповідають строгим академічним результатів навчання та оцінки в рамках програм побудовані Ви довіряєте вченими згідно зі стандартними критеріями університетського рівня. Багато віртуальні університети акредитовані в так само, як традиційні університети і діяти відповідно до того ж академічним стандартам. Ці університети можуть надати градусів, яка буде визнана в усьому світі. Інтернет програми можуть бути реалізовані будь-яка особа, яка має онлайн-доступ до забезпечити досвіду навчання та підготовки кадрів у форматі відкритого доступу

## Курсова робота
У більшості віртуальних університетів немає вимог при вступи до курсу бакалаврату, що забезпечує доступ до навчання всім учням, особливо дорослим. Є вимоги при вступі до аспірантури або конкретні спеціальності.
Навчання в віртуальному університеті має суттєві відмінності від навчання в університеті з цегли і каменю. Немає ні будівель або кампусів, всі студенти отримують навчальні матеріали через Інтернет. У більшості випадків потрібен тільки персональний комп'ютер і підключення до Інтернету — навіть для вивчення певних експериментів в лабораторіях або технічних матеріалів, таких як робототехніка, які зазвичай вимагають фізичної присутності студентів в класі. Матеріали курсу можуть включати друковані матеріали, книги, аудіо- та відеокасети, телевізійні програми, CD-ROM диски з програмним забезпеченням і вебсайти. При виникненні проблем з курсом, учням допомагають професора або викладачі через електронну пошту.
«Проходити курс онлайн» означає, що студенти вчяться в свій вільний час. Вони будуть читати навчальний матеріал, працювати над курсовою діяльністю, вирішувати завдання і, можливо, працювати з іншими студентами через інтерактивні телеконференції. Онлайн-навчання може
здатися вельми ізолючим, оскільки студент витрачає більшу частину свого часу на самостійну роботу. Деякі учні не заперечують проти такого роду навчання, але інші знаходять це серйозною перешкодою для успішного завершення курсів. Через можливі труднощів в підтримці графіка, необхідного для успішного навчання в режимі онлайн, деякі віртуальні університети застосовують такий же тип управління часом, як традиційні школи. Багато курсів працюють відповідно до розкладу, який отримує учень з матеріалами курсу. Вони можуть влаштовувати заплановані заходи щотижня і давати терміни виконання завдань. Якщо на курсі є іспит, студенти будуть проінформовані, коли і куди їм потрібно йти, щоб написати його.
Прикладом університету, який підтримує жорсткий графік, є Віртуальний Глобальний Університет (ВГУ) в Німеччині. ВГУ пропонує програму «Міжнародний магістр бізнес-інформатики» (МБІ) — магістерську програму з інформаційних технологій і управління, яка триває в середньому протягом чотирьох семестрів (для студентів, що навчаються на очному відділенні). На кожному курсі є лекції або віртуальні уроки, які проводяться щотижня. Потім учні отримують домашнє завдання, наприклад, потрібно вирішити задачу, обговорити тематичне дослідження або пройти тест. Лектори дають їм негайний зворотний зв'язок і кожного тижня схема повторюєтся.
Іноді курсова робота у віртуальному університеті може бути схожою на звичайну курсову. Наприклад, Нью-Йоркський університет Тендон-онлайн надає однакові курсові для усіх студентів. Це робиться з використанням передових технологій.

## Режими навчання
Коли онлайн-курси тільки почали з'являтися, основним способом спілкування була двостороння аудіовізуальна мережа. Тоді, як і зараз, багато віртуальних навчальних програм були засновані на текстових документах, але мультимедійні технології поступово стають все більш популярними. Ці методи зв'язку використовуються для доступу до програм і послуг в будь-який час і в будь-якому місці. Є різні режими навчання, наприклад, курси, засновані на гіпертексті, відео, аудіо, електронній пошті і відеоконференціях. Можуть використовуватися навчальні програми, такі як WebCT і Blackboard.

## Якість
Студенти, які навчаються за віртуальним курсам виконують реальну роботу, щоб отримати свої наукові ступені, а викладачі, які готують і навчають ці курси, займаються цим в реальному часі. Тобто, результати студентів відповідають рівню академічного навчання і оцінюються за допомогою програм, які будуються у відповідності зі стандартними критеріями університетського рівня. При такому розкладі, віртуальні університети можуть навіть бути акредитовані так само, як традиційні університети і діяти відповідно до аналогічного списку академічних стандартів.
Однак залишається питання про акредитацію та якість оцінки. Акредитація необхідна для того, щоб запевнити студентів, що онлайн-інститут має сертифікованих онлайн-інструкторів, що володіють спеціальними знаннями і освітньою кваліфікацією, можуть розробляти і виконувати навчальний план. У віртуальних університетах необхідно особливо ретельно відслідковувати стандарти оцінки. Наприклад, респонденти, які вивчають думки про онлайн-ступенях, будуть оцінювати онлайн-ступінь в Стенфорді так само, як ступінь у звичайному університету, тому що вона акредитована.

## Заклади дистанційної освіти
- Відкритий університет, Велика Британія
- Open Universities Australia[en]
- Open University of Catalonia[en]
- Віртуальний Університет [Архівовано 25 травня 2012 у Wayback Machine.]
- Віртуальний університет Міністерства фінансів України[недоступне посилання з червня 2019]
- Відкритий університет Ізраїлю